# Тупиков, Георгий Николаевич
Гео́ргий Никола́евич Тупиков (23 апреля 1907 года, Пятигорск — 16 ноября 1961 года, Москва) — советский лётчик, военачальник, генерал-полковник авиации (18 февраля 1958 года).

## Биография
До службы в армии в апреле 1925 году окончил сельскохозяйственную школу в с. Прасковея Прикумского уезда Терской области и работал инструктором на опытной сельскохозяйственной станции в г. Прикумск. В сентябре выехал в Пятигорск, где был секретарем комсомольской организации в союзе "РАБИС", с ноября – экспедитором фельдсвязи в Терском окружном отделе ОГПУ. Одновременно там же исполнял обязанности секретаря бюро комсомола конного дивизиона ОГПУ, конвойной роты и Терского окружного отдела ОГПУ.

## Военная служба
27 сентября 1926 г. поступил курсантом в Военно-теоретическую школу ВВС РККА в Ленинграде. После прохождения теоретического курса в июле 1927 г. переведен во 2-ю военную школу летчиков им. Осоавиахима СССР для обучения практическим полетам. По завершении обучения в декабре 1928 г. оставлен в школе и проходил службу инструктором, командиром звена и врид командира отряда. В марте 1933 г. назначен командиром отряда в 83-ю тяжелую бомбардировочную авиаэскадрилью 21-й авиабригады ВВС СКВО в г. Ростов-на-Дону. С января по сентябрь 1936 капитан Г. Н. Тупиков находился на учёбе в Липецкой высшей летно-тактической школе ВВС РККА, по окончании направлен в правительственную командировку в Испанию.
С сентября 1936 по июль 1937 г. в должностях командира звена, отряда, интернациональной авиагруппы и эскадрильи участвовал в гражданской войне в Испании, совершил 271 боевой вылет. Постановлением ЦИК СССР от 2 января 1937 награждён орденом Красного Знамени. В декабре 1936 года был сбит, до июня 1937 года находился в плену (освобожден после обмена 2-х наших летчиков на 3-х немецких).
После возвращения в СССР до 10 февраля 1938 г. состоял в распоряжении начальника ВВС Красной армии, затем был назначен командиром 8-го тяжелобомбардировочного авиаполка. С февраля 1939 г. исполнял должность инспектора-летчика Управления вузов ВВС РККА, с апреля — инспектора-летчика по технике пилотирования и теории полета 1-й армии особого назначения (АОН-1).
С ноября 1939 г. полковник Г. Н. Тупиков командовал 6-м дальнебомбардировочным авиаполком. В этой должности участвовал в советско-финляндской войне 1939–1940 гг. Лично совершил 16 боевых вылетов, награждён орденом Ленина. После войны полк был передислоцирован в ЗакВО. В ноябре 1940 г. назначен командиром 52-й дальнебомбардировочной авиадивизии.

### Великая Отечественная война
В начале Великой Отечественном войны в той же должности. Дивизия под его командованием участвовала в боях на Западном и Юго-Западном фронтах в составе 3-го бомбардировочного авиакорпуса ДВА. С 20 августа 1941 командовал 22-й бомбардировочной авиадивизией, которая содействовала войскам Южного фронта в оборонительных боях на Украине, в Крыму и на Дону.
С 6 марта 1942 вступил в командование 62-й авиационной дивизией дальнего действия, сформированной в составе АДД и подчинявшейся непосредственно Ставке ВГК. В июне — августе 1942 г. полки дивизии вели боевую работу с Мичуринского аэроузла в интересах Воронежского фронта. С 22 августа летчики дивизии начали боевую работу на сталинградском направлении. Летчики наносили бомбовые удары по скоплениям живой силы и танков противника на подступах к Сталинграду, его западной окраине и в самом городе, разрушали переправы через р. Дон в районах Калач. Березовский, бомбардировали аэродромы Тацинская, Гуров, Зрянский, Морозовский, разрушали ж.-д. узлы Лихая. Миллерово. С января 1943 г. части дивизии действовали в интересах Южного и Воронежского фронтов. С февраля 1943	г. дивизия вела боевую работу на Брянском фронте.
С 30 апреля 1943 вступил в командование 6-м бомбардировочным авиакорпусом АДД, который поддерживал наземные войска при освобождении Кубани, Украины, Крыма, Белоруссии, при прорыве блокады Ленинграда. Его соединения и части наносили удары по противнику в Финляндии, Румынии и Венгрии. Корпус активно участвовал в воздушном сражении на Кубани, в Донбасской, Ленинградско-Новгородской, Красносельско-Ропшинской, Ленинградско-Новгородской, Белорусской, Бобруйской, Белостокской. Люблин-Брестской, Ясско-Кишинёвском наступательных операциях. За отличные боевые действия корпусу было присвоено почетное наименование «Донбасский».
С декабря 1944 исполнял должность командир 1-го гвардейского бомбардировочного авиакорпуса, который в составе 18-й воздушной армии участвовал в Висло-Одерской, Восточно-Прусской, Восточно-Померанской, Кёнигбергской и Берлинской наступательных операциях. Корпус наносил массированные удары с воздуха по наиболее важным, мощным и удаленным от линии фронта объектам, разрушал важнейшие узлы сопротивления, уничтожал вражеские резервы. За отличные боевые действия корпус получил почетное наименование «Берлинский».
За время войны был 12 раз упомянут в благодарственных в приказах Верховного Главнокомандующего.

Могила Тупикова на Новодевичьем кладбище Москвы.

### Послевоенное время
После войны продолжал командовать1-м гвардейским бомбардировочным авиакорпусом, с апреля 1946 командовал 51-м гвардейским бомбардировочным авиакорпусом дальней авиации. С апреля 1949 исполнял должность заместителя командующего, а с сентября 1950 – командующего 43-й воздушной армией дальней авиации. В феврале 1951 переведён командующим 65-й воздушной армией дальней авиации. В октябре назначен первым заместителем командующего, с мая 1953 – заместителем командующего дальней авиацией. С января 1954 находился на учёбе в Высшей военной академии им. К. Е. Ворошилова, по её окончании с ноября 1955 занимал должность заместителя командующего дальней авиацией по стратегической авиации. С 5 мая 1956 командовал 43-й воздушной армией дальней авиации, с ноября 1960 года был командующим и членом Военного совета 43-й ракетной армией. С августа 1961 года состоял в распоряжении Главкома РВСН.
Скончался 16 ноября 1961 года в Москве. Похоронен на Новодевичьем кладбище.

## Награды
СССР
- орден Ленина (5.02.1940, 1951[7])
- четыре ордена Красного Знамени (02.01.1937, 30.04.1947[7], 13.06.1952, 30.12.1956[7])
- орден Кутузова I степени (29.05.1945)
- два ордена Суворова II степени (18.09.1943, 14.04.1945)
- орден Красной звезды (03.11.1944[7])
- Медали СССР

Приказы (благодарности) Верховного Главнокомандующего в которых отмечен Г. Н. Тупиков.
- За овладение городами Барвенково, ж.д. узлами Чаплино, Волноваха и освобождение от немецких захватчиков крупного центра металлургической промышленности юга — города и порта Мариуполь. 10 сентября 1943 года. № 11.
- За овладение штурмом крепостью и важнейшей военно-морской базой на Чёрном море городом Севастополь. 10 мая 1944 года. № 111.
- За форсирование реки Друть севернее города Рогачев, прорыв сильной, глубоко эшелонированную обороны противника на фронте протяжением 30 километров и захват более 100 населенных пунктов, среди которых Ректа, Озеране, Веричев, Заполье, Заболотье, Кнышевичи, Моисеевка, Мушичи, а также блокирование железной дороги Бобруйск — Лунинец в районе ст. Мошна, Черные Броды. 25 июня 1944 года. № 118.
- За овладение штурмом столицей Советской Белоруссии городом Минск — важнейшим стратегическим узлом обороны немцев на западном направлении. 3 июля 1944 года. № 128.
- За овладение литовским городом Клайпеда (Мемель) — важным портом и сильным опорным пунктом обороны немцев на побережье Балтийского моря. 28 января 1945 года. № 262.
- За овладение столицей Венгрии городом Будапешт — стратегически важным узлом обороны немцев на путях к Вене. 13 февраля 1945 года. № 277.
- За завершение ликвидации окруженной восточно-прусской группы немецких войск юго-западнее Кенигсберга. 29 марта 1945 года. № 317.
- За овладение городом и крепостью Гданьск (Данциг) — важнейшим портом и первоклассной военно-морской базой немцев на Балтийском море. 30 марта 1945 года. № 319.
- За овладение штурмом крепостью и главным городом Восточной Пруссии Кенигсберг — стратегически важным узлом обороны немцев на Балтийском море. 9 апреля 1945 года. № 333.
- За овладение городами Франкфурт-на-Одере, Вандлитц, Ораниенбург, Биркенвердер, Геннигсдорф, Панков, Фридрихсфелъде, Карлсхорст, Кепеник и прорыв в столицу Германии Берлин. 23 апреля 1945 года. № 339.
- За овладение столицей Германии городом Берлин — центром немецкого империализма и очагом немецкой агрессии. 2 мая 1945 года. № 359.
- За овладение городом Свинемюнде — крупным портом и военно-морской базой немцев на Балтийском море. 5 мая 1945 года. № 362

Иностранные награды
- орден Красного Знамени Венгерской Республики